# Blairhall
Blairhall est un village dans la région côtière du Fife en Écosse, situé approximativement de 1,6 km à l'ouest de Comrie, et 9,7 km à l'ouest de Dunfermline.

## Personnalités liées à la commune
- George Niven, footballeur écossais.
- Jackie Sinclair, footballeur international écossais formé au club de Blairhall Colliery.
- William Bruce, architecte écossais.
- James Syme et Thomas Syme, joueurs de hockey sur glace.